# Posada (Bogatynia)
Posada (deutsch Rusdorf, bis 1903 auch Rußdorf) ist eine Ortschaft mit 290 Einwohnern in Polen. Sie gehört zur Gemeinde Bogatynia im Powiat Zgorzelecki der Woiwodschaft Niederschlesien.

## Geographische Lage
Posada liegt drei Kilometer südlich von Ostritz im Tal der Lausitzer Neiße am rechten Flussufer gegenüber dem Kloster St. Marienthal. Durch den Ort führt die Bahnstrecke Zittau–Hagenwerder, deren Haltestelle Bratków Zgorzelecki liegt in Posada, sie trägt den Namen des Nachbarortes Bratków und wird nicht mehr bedient.

## Geschichte
Die erste urkundliche Erwähnung von Rudunchesdorf stammt von 1273, als Tietzo von Chottow dem Kloster einen Teil des Dorfes verkaufte. Nach weiteren Käufen im Jahre 1329 befand sich schließlich der ganze Ort Rudingsdorf in Klosterbesitz, was 1346 König Johann bestätigte. Gepfarrt war das Dorf nach Ostritz und nicht zur Pfarre im Nachbardorf Königshain.
Im Laufe der Jahrhunderte entwickelte sich der Ortsname über Rudelsdorff in die seit dem Dreißigjährigen Krieg gebräuchliche Form Rusdorf bzw. Rußdorf.
Die zum Ende des 18. Jahrhunderts errichtete katholische Dorfschule erwies sich bald als zu klein und 1853 erfolgte die Weihe der neuen Schule.

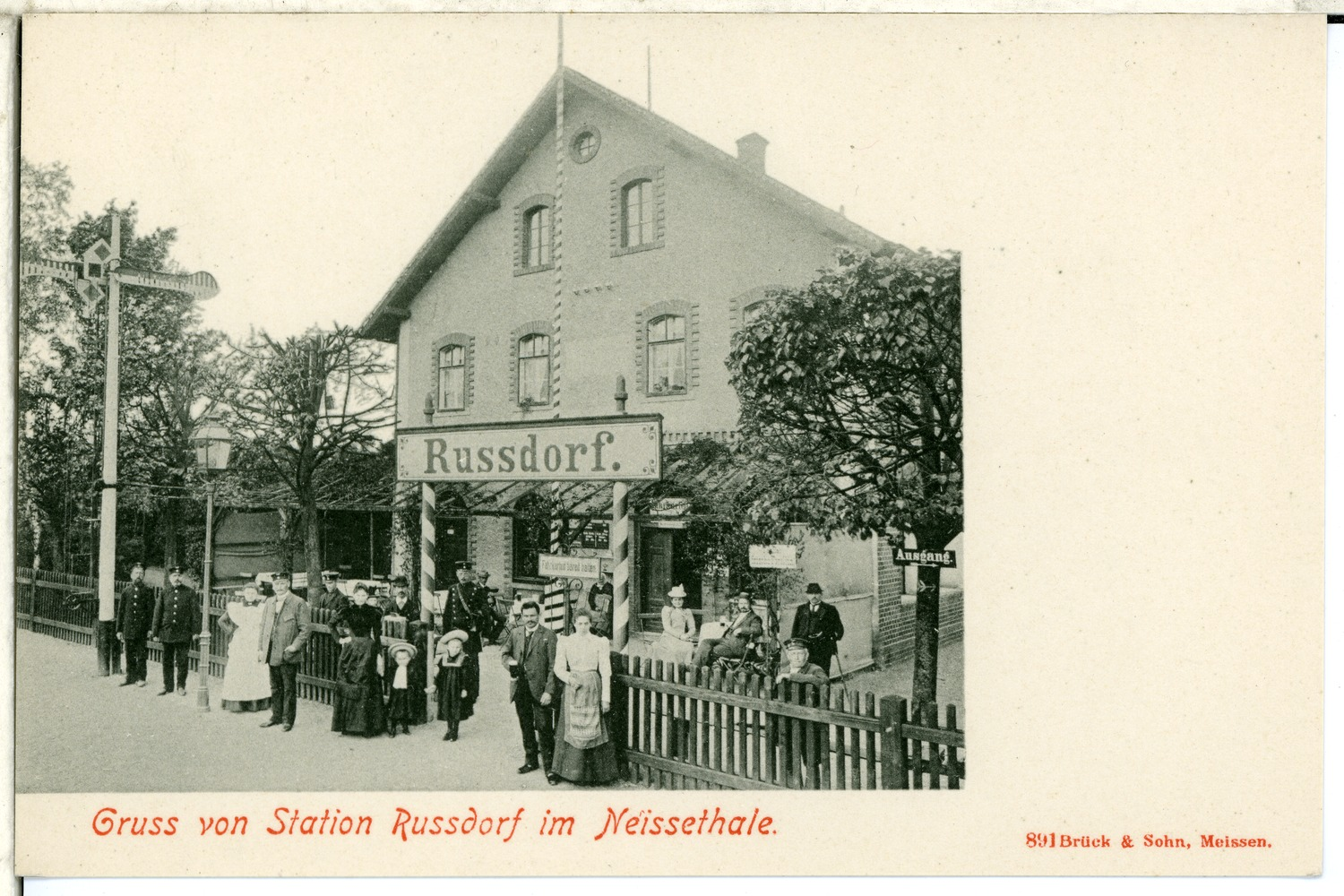
Bahnhof Russdorf 1898, Postkarte von Brück & Sohn Kunstverlag, Meißen

Mit der Inbetriebnahme der Neißetalbahn von Nickrisch nach Zittau erhielt Rusdorf eine Bahnstation. Der Ort erlangte dadurch auch touristische Bedeutung und wurde zum Ausgangspunkt für Ausflüge in das südlich gelegene romantische Neißetal bis Rohnau und Rosenthal. 1881 wurde eine Postagentur in Rusdorf eröffnet.
1898 entstand  am Ortsrand das evangelische Schul- und Bethaus. Das neogotische und mit einem spitzen Glockentürmchen gekrönte Bauwerk am Neißehang war weithin sichtbar und wurde zum Wahrzeichen von Rusdorf. Zur Bereinigung der auch amtlich verwendeten unterschiedlichen Schreibweisen wurde 1903 der Name Rusdorf für verbindlich erklärt.
1922 wurde Rusdorf zusammen mit der Klosterfreiheit und dem Klostergut zur Gemeinde Marienthal/Sa. vereinigt, die ihren Sitz in Rusdorf und 992 Einwohner (Stand: 1925) hatte.
Mit der Gleichschaltung der Schulen während des Nationalsozialismus wurde die Unterstufe in der ehemals katholischen Schule unterrichtet und die älteren Schüler gingen in die ehemalige evangelische Schule.
Nach dem Zweiten Weltkrieg wurde das bisher zur Amtshauptmannschaft Zittau gehörige Dorf polnisch und erhielt den Namen Posada. Damit einher ging eine Teilung der Gemeinde Marienthal/Sa. Der links der Neiße befindliche Teil Marienthals (Klosterfreiheit und das Klostergut) verblieb bei Sachsen und wurde 1950 nach Ostritz eingemeindet.
Die deutschen Bewohner wurden 1945 vertrieben. Posada wurde ein Teil der Gemeinde Działoszyn und mit dieser dann nach Bogatynia eingemeindet. Das ehemalige Schul- und Bethaus verfiel zu einer Ruine. Nachdem zuvor schon der Bahnhalt weggefallen war, verkehren seit 2000 keine polnischen Züge mehr auf der Strecke, lediglich die deutsche Bahnverbindung führt durch Posada.
Am rechten Neißeufer führt der Poetenweg nach Krzewina, dem polnischen Nachbarort von Ostritz. In Posada befinden sich mehrere Oberlausitzer Umgebindehäuser, die teils in schlechtem Erhaltungszustand sind. Im Jahre 2003 wurde von den Bürgermeistern von Bogatynia und Ostritz eine Vereinbarung zur Wiedererrichtung einer Neißebrücke zwischen Marienthal und Posada getroffen.